# Xylotopus burmanesis
Xylotopus burmanesis är en tvåvingeart som beskrevs av Oliver 1985. Xylotopus burmanesis ingår i släktet Xylotopus och familjen fjädermyggor.
Artens utbredningsområde är Myanmar. Inga underarter finns listade i Catalogue of Life.